# Lungerersee
Der Lungerersee, auch Lungernsee, seltener Lungerensee geschrieben, ist ein Naturstausee im Schweizer Kanton Obwalden. Der See kann vom Brünigpass oder von Luzern her durch das Sarneraatal erreicht werden. An dem See liegen der Ort Lungern sowie dessen Ortsteile Kaiserstuhl-Bürglen und Obsee.

## Geschichte
Um Neuland für die über wenig Kulturland verfügende Gemeinde zu erhalten, wurde bereits um 1700 die Idee diskutiert, den See abzusenken. Im 18. Jahrhundert wurde dann die Tieferlegung des Sees in Angriff genommen. Das Dorf war gespalten in die Ablehner und Befürworter der Absenkung, die «Nassen» und die «Trockenen». Es dauerte von 1790 bis 1836, bis nach mühevoller Arbeit ein 420 Meter langer Stollen fertiggestellt war. Mit dessen Hilfe wurde der See von seinem ursprünglichen Niveau von 675 m ü. M. auf 657 m ü. M. gesenkt. Damit konnten 170 ha Land gewonnen werden. Zum 175-jährigen Jubiläum dieses Ereignisses drehten Luke Gasser und Riodi Gasser den Dokumentarfilm «Härdepfel im See».
Im Jahr 1921, also nur 85 Jahre später, wurde der See für den Betrieb eines Elektrizitätswerkes erneut gestaut, und das zusätzliche Land ging wieder verloren, siehe auch den Abschnitt Tieferlegung des Lungernsees im Artikel über Lungern. Der Bau des Stauwerks erfolgte in zwei Etappen. Baubeginn war 1921, erster Aufstau im Herbst 1921 und die Betriebsaufnahme 1922. 1926 erfolgte in der zweiten Etappe der Aufstau auf das heutige Niveau.
Im März 1999 wurden zwei in Ölfässern einzementierte Leichen bei Niedrigwasser am Ufer gefunden. Der Mörder aus der Westschweiz wusste nicht, dass im Winter der Seepegel tiefer ist und damit ein breiter Uferstreifen nicht mehr unter Wasser steht.

## Tourismus
Der See wird als «Fischerparadies» vermarktet. In Lungern gibt es ein Seebad und eine Segelschule. Am Südende des Sees liegt direkt am See ein Campingplatz. 2004 gab es Pläne, im See eine Wasserskilift-Anlage für Wakeboarder zu erstellen, um den Tourismus in der Region zu beleben. Die Pläne wurden jedoch nicht verwirklicht. Nachteilig für die touristische Nutzung des Sees ist, dass wegen der Stromproduktion der Wasserpegel im Winter um einiges tiefer liegt. An der Kantonsstrasse zum Brünigpass befindet sich beim Chälrütirank eine Aussichtsstelle, von der aus der See und weite Teile des Sarneraatals bis zum Pilatus und Lopper zu sehen sind.

## Nutzung zur Elektrizitätsgewinnung
Der Lungerersee wird seit der Aufstauung 1921 zur Elektrizitätsgewinnung genutzt. Nach 190 Metern Nettogefälle treibt das Wasser des Stausees im Kraftwerk Unteraa (ehemals Lungererseewerk) in Giswil drei Turbinen an, die Strom für das öffentliche Stromnetz und zum Betrieb der Zentralbahn erzeugen. Eine vierte Turbine turbiniert das Wasser der Melchtäler im sogenannten Gegendruckbetrieb resp. Siphonbetrieb in den Lungerersee. Aufgrund des geringeren Zuflusses im Winter sinkt der Wasserstand im Lungerersee bis zu 40 Meter ab und steigt im Frühjahr mit der Schneeschmelze wieder an. In den Wintermonaten wird das Nutzgefälle in der Maschinengruppe 4 entsprechend dem tieferen Seestand sogar erhöht und damit mit dem gleichen Betriebswasser wertvolle Mehrenergie erzeugt. In dem Konzessionsvertrag für das Elektrizitätswerk Obwalden (EWO) ist festgelegt, dass der Seepegel zwischen 648,74 und 688,74 Meter liegen muss, wobei in den Sommermonaten ein Pegel zwischen 687,50 und 688,50 Meter einzuhalten ist. Bei einer Verletzung der Pegel muss das Elektrizitätswerk Obwalden eine Busse bezahlen.

## Bilder

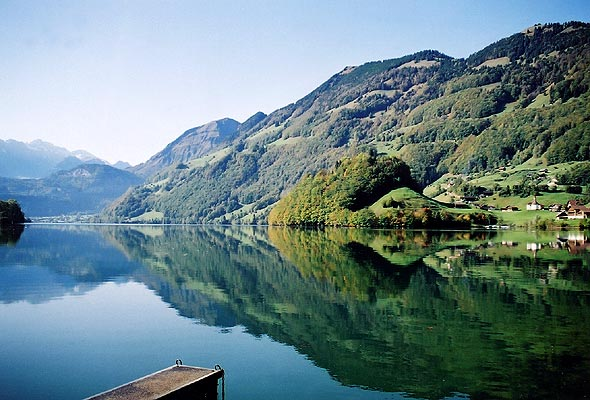
Lungerersee: Blick vom Kaiserstuhl
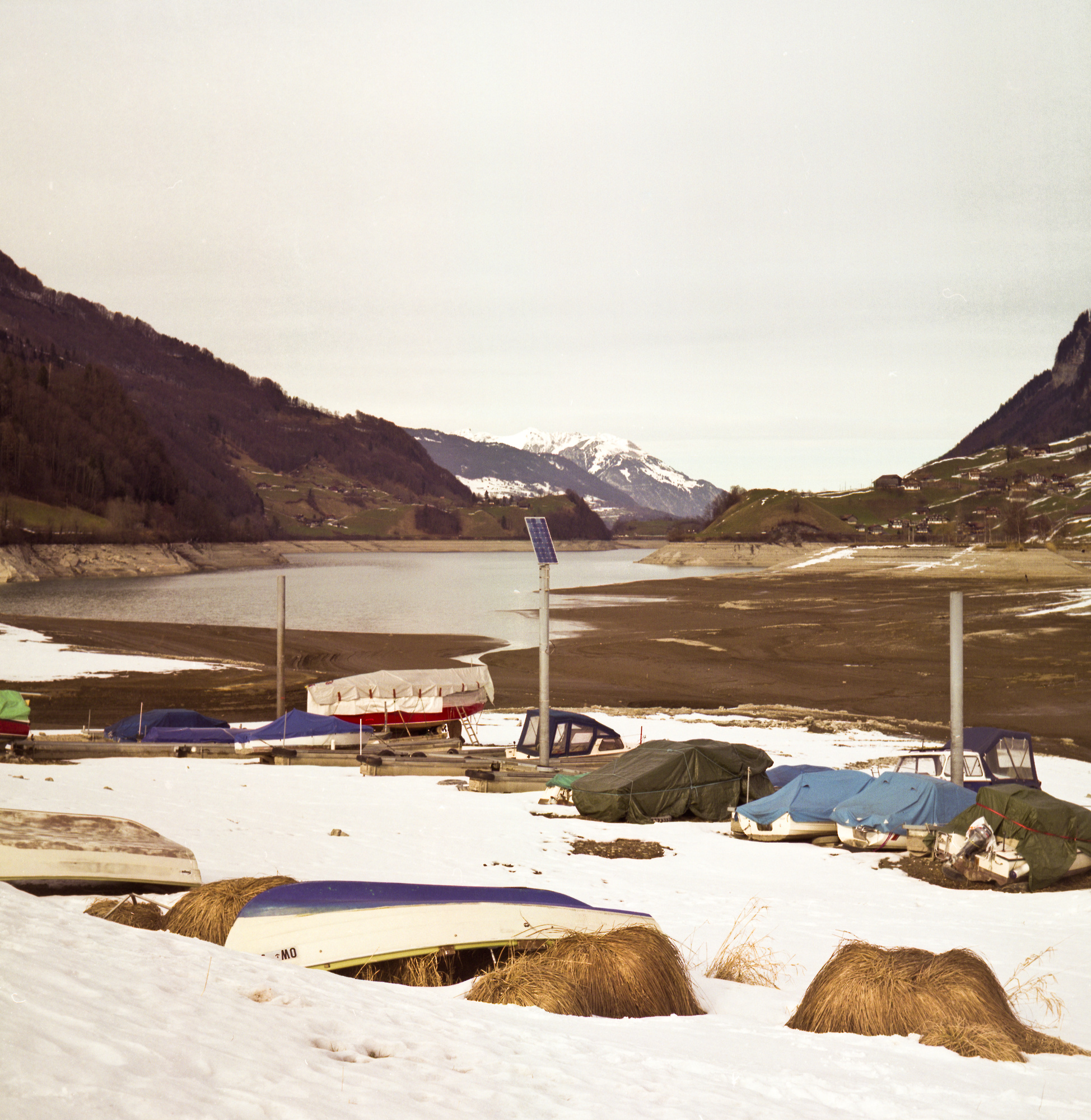
Niedrigwasser im Winter bei Obsee
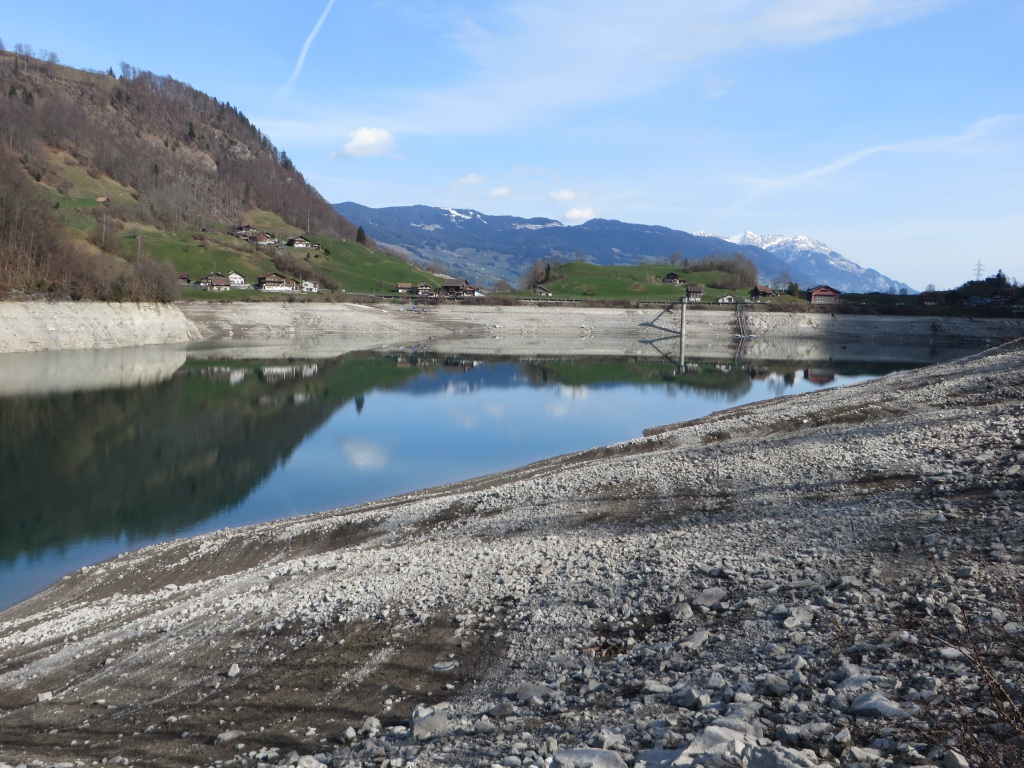
Niedrigwasser mit Staudamm und Mönch
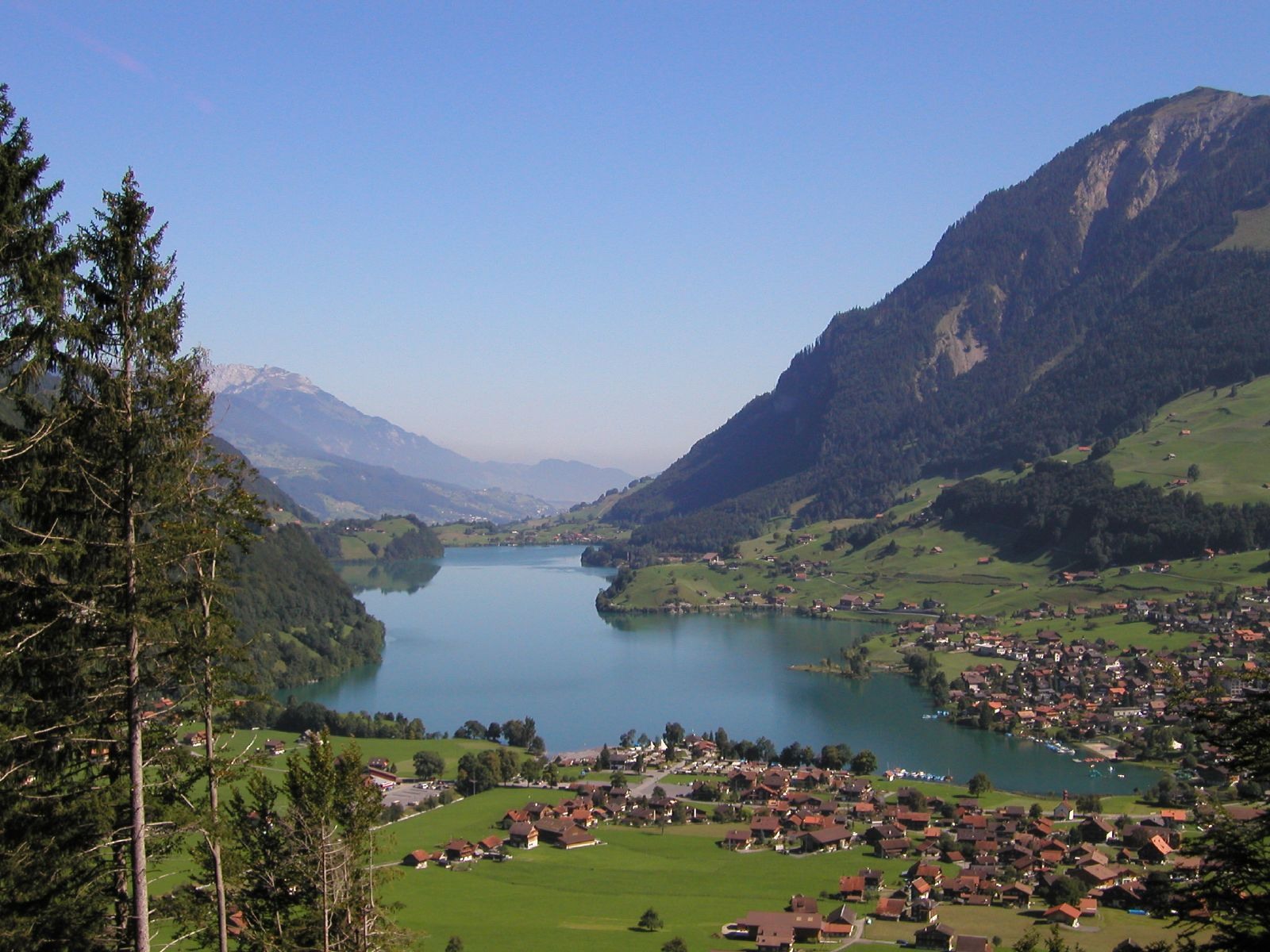
Blick über den See nach Norden
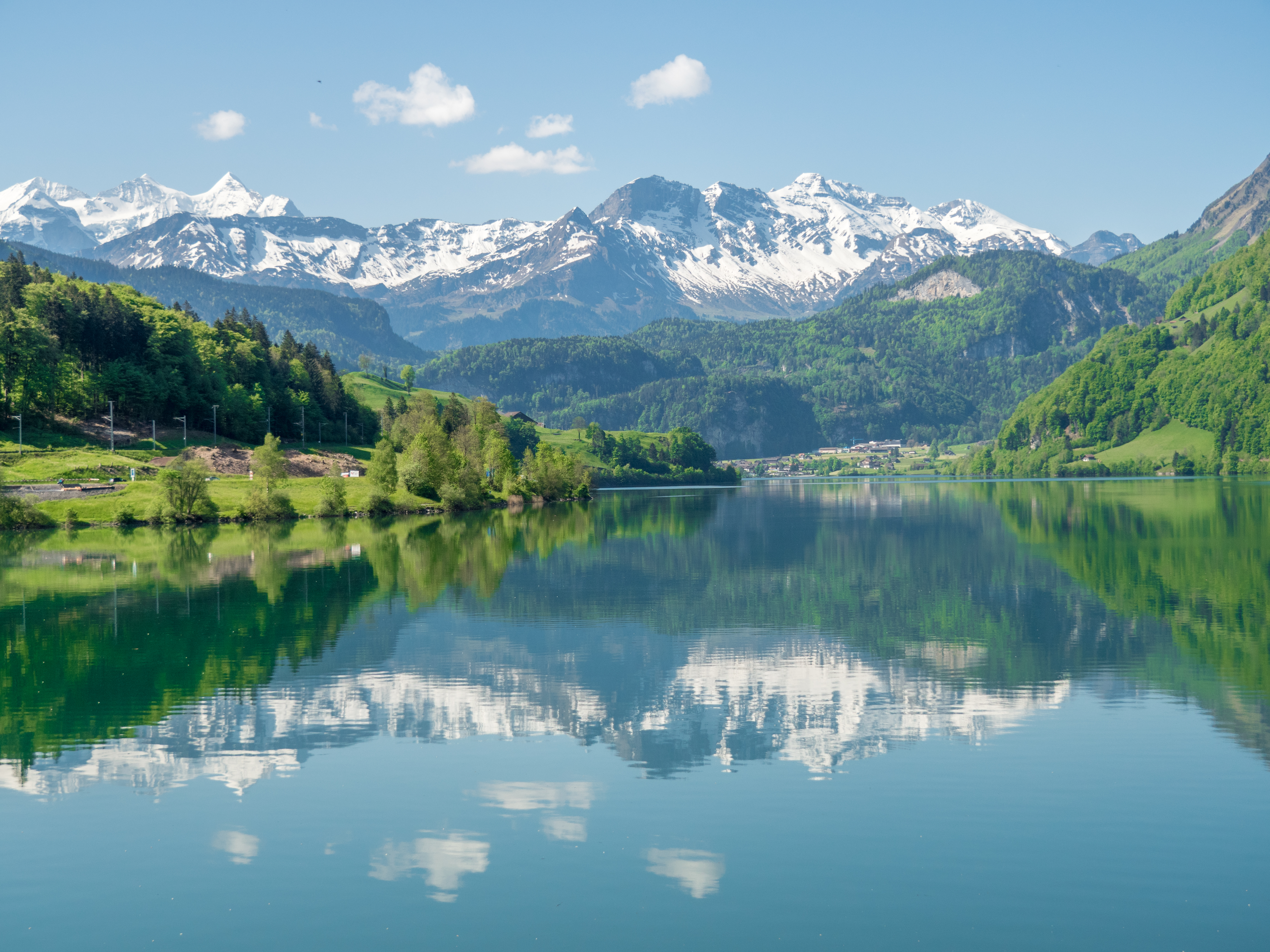
Blick über den See nach Süden
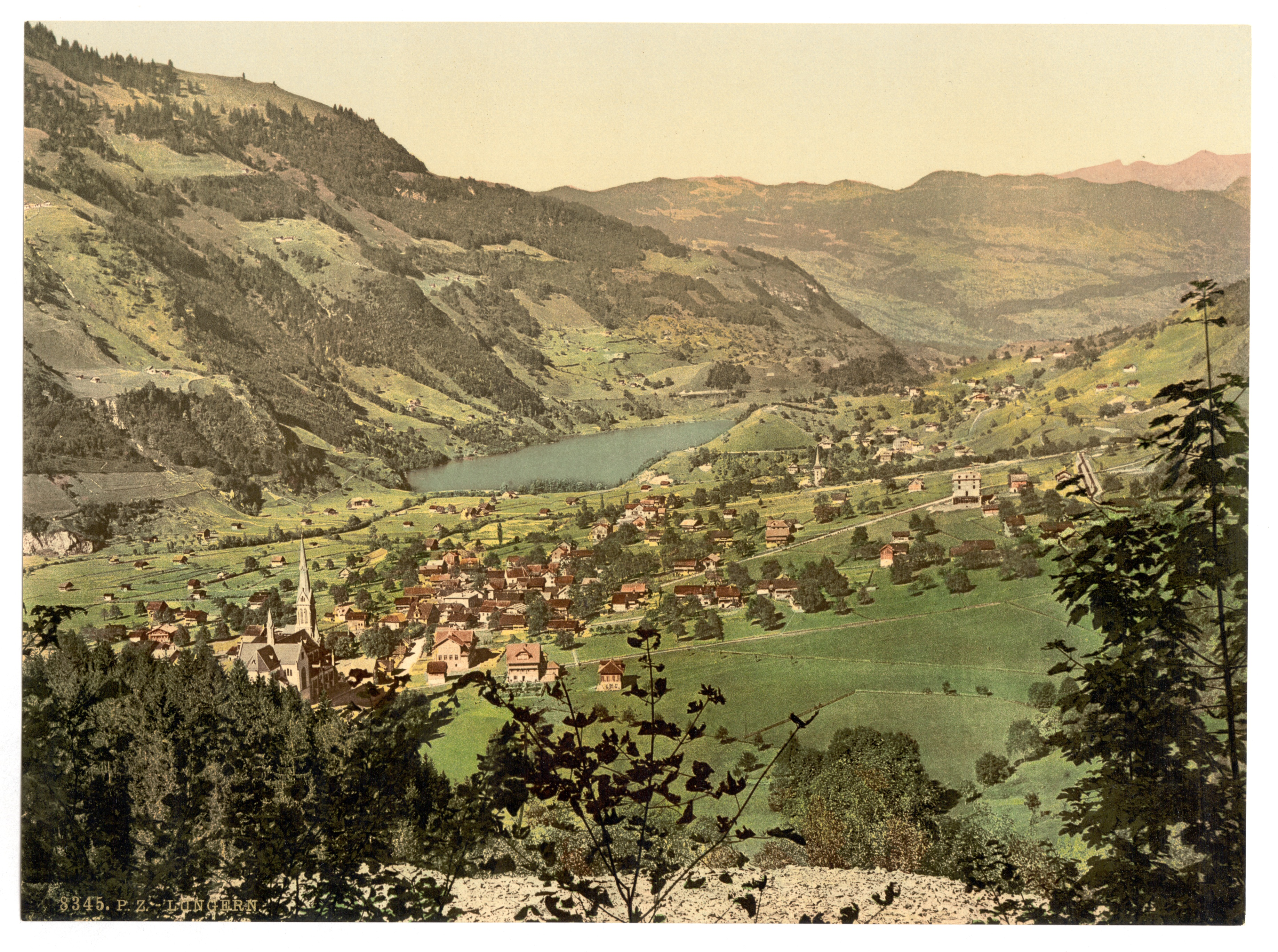
Blick über den See nach Norden auf einer Postkarte aus der Zeit von 1890 bis 1900
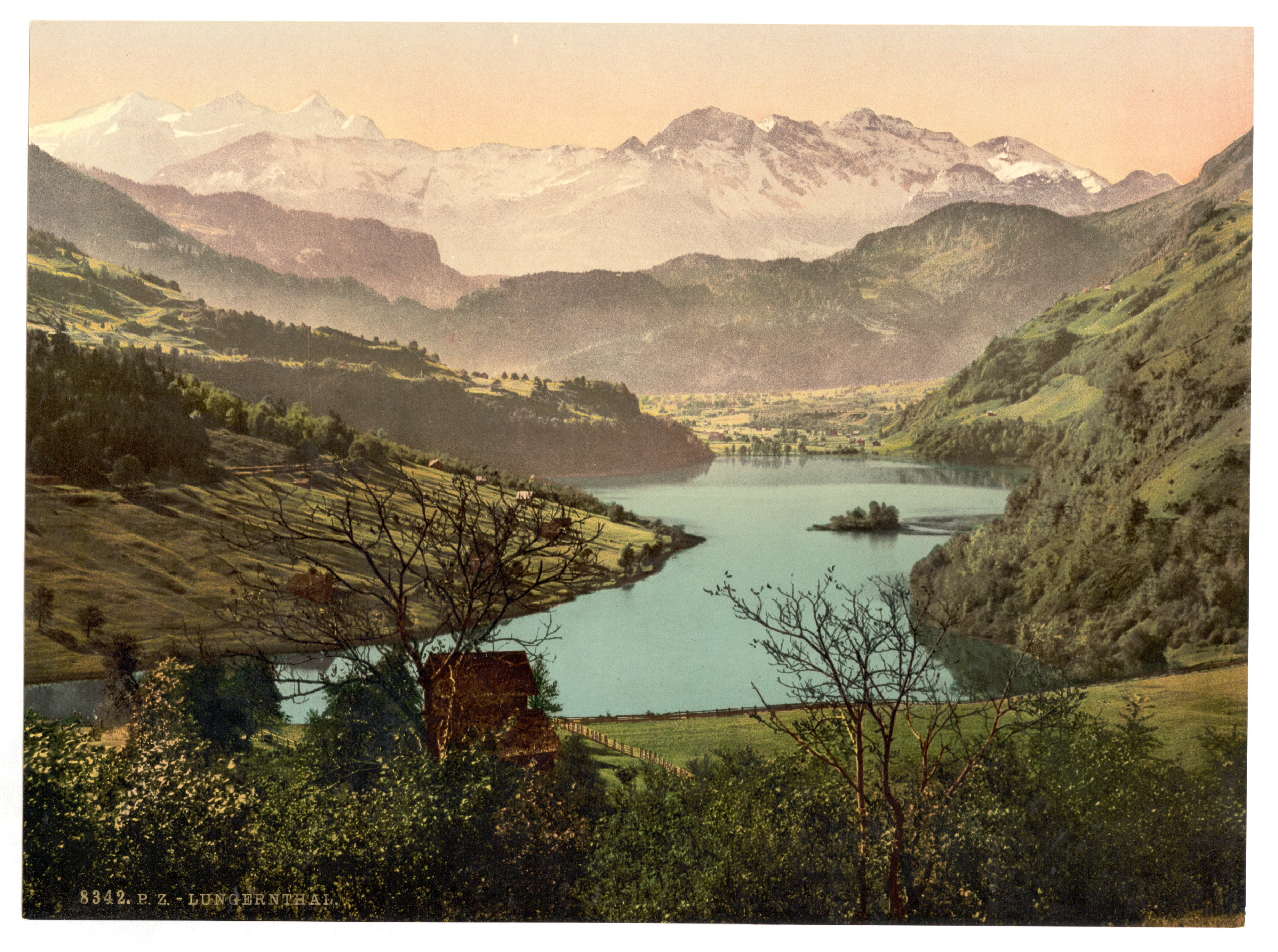
Blick über den See nach Süden auf einer Postkarte aus der Zeit von 1890 bis 1900
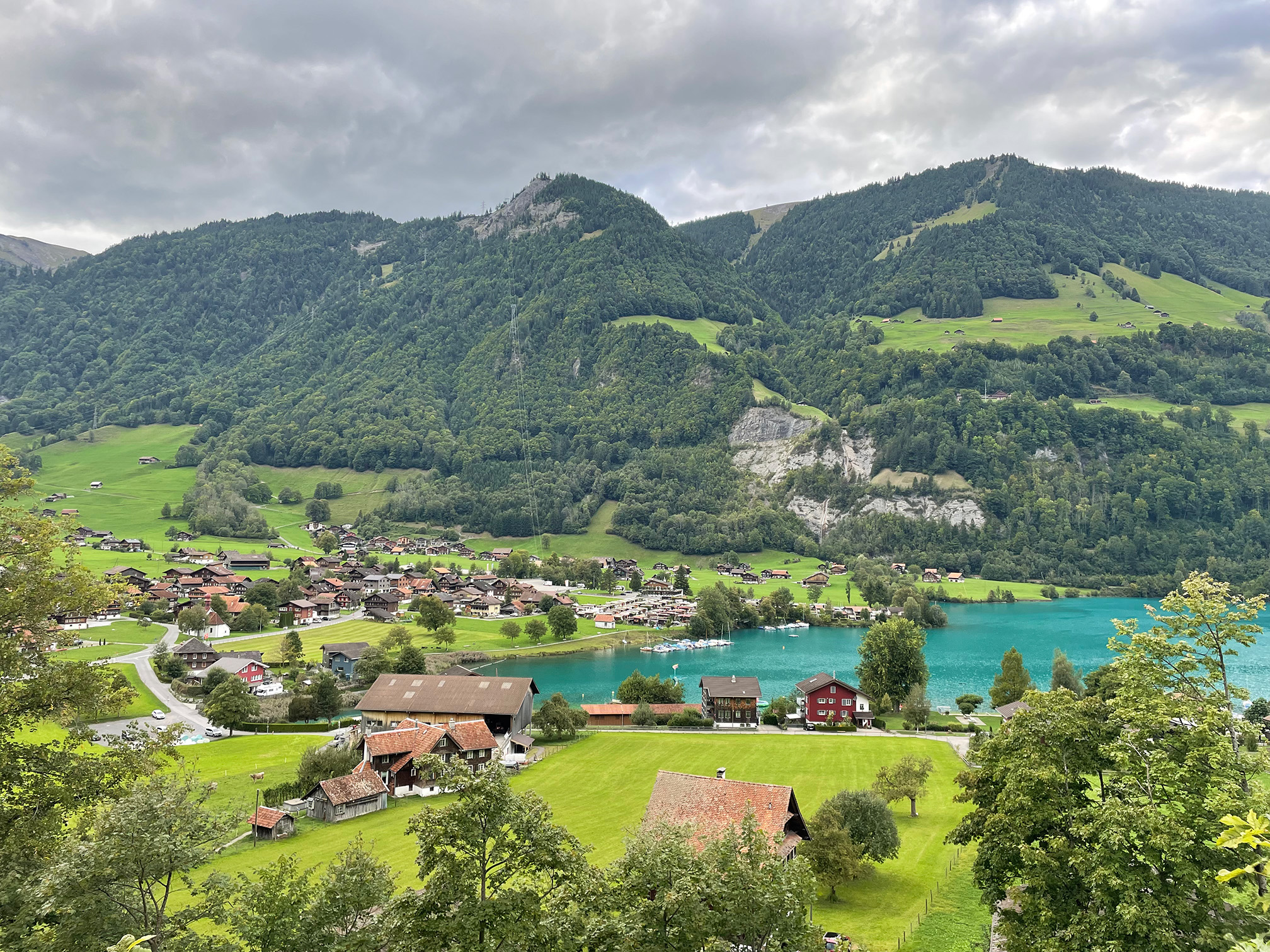
Blick von der Pfarrkirche über den See nach Obsee